# Classe König
La classe König era costituita da quattro navi da battaglia costruite per la Kaiserliche Marine a ridosso della prima guerra mondiale. La classe si componeva della SMS König (re in lingua tedesca), la SMS Grosser Kurfürst (Grande Elettore), SMS Markgraf (Margravio), e SMS Kronprinz (principe ereditario). All'inizio della prima guerra mondiale erano le più potenti navi della Hochseeflotte di cui costituirono la V.Division della III.Geschwader (Vª divisione della IIIª squadra da battaglia) per tutta la durata del conflitto.
Le navi parteciparono a numerose azioni della flotta tedesca, compresa la battaglia dello Jutland, dove costituirono l'avanguardia della linea. Rimasero servizio fino alla fine della guerra quando furono internate con il resto della flotta tedesca a Scapa Flow nel novembre 1918. Tutte le navi della classe si autoaffondarono il 21 giugno 1919 all'ordine del contrammiraglio Ludwig von Reuter insieme al resto della flotta tedesca.

## Progetto

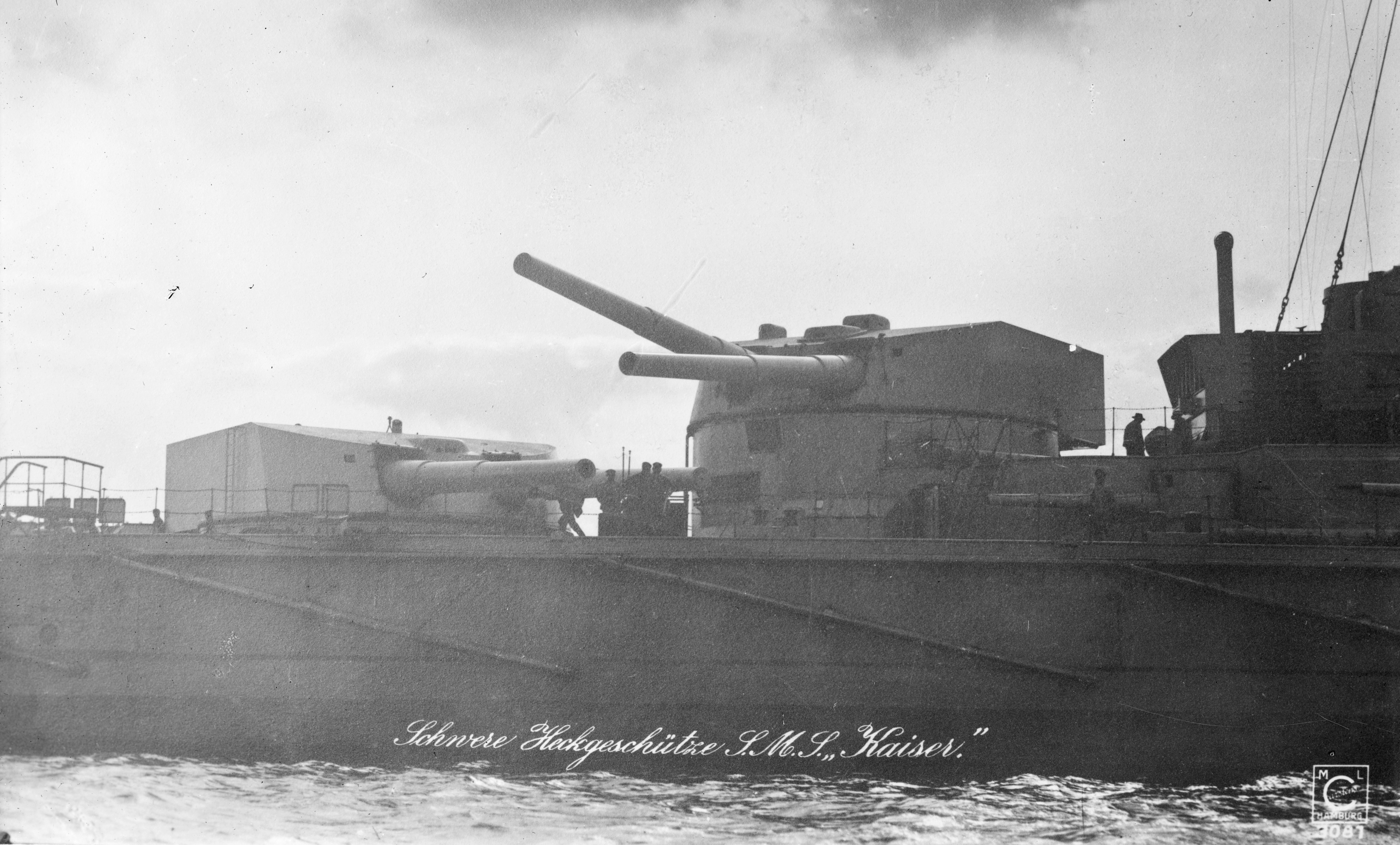
Torrette di poppa della SMS Kaiser munite dello stesso modello di cannone, 30,5 cm SK L/50.

Le navi della classe König erano un miglioramento della precedente classe Kaiser, tra le differenze più evidenti vi era la disposizione delle torrette principali.
La classe Kaiser montava i 10 cannoni 30,5 SK L/50 da 305 mm delle batterie principali in cinque torrette, una a prua, due a poppa su due livelli e le altre due a centronave montate sfalsate, en échelon. Nella classe König furono rimosse le torrette centrali sostituite da una singola rivolta verso poppa in grado di tirare solo di bordata e l'altra torretta fu posizionata su di un livello superiore dietro la torretta di prua, in modo da avere lo stesso settore di tiro, mentre la disposizione delle due torrette di poppa rimase la stessa. Questa configurazione permetteva un settore di tiro di bordata più ampio della precedente, riducendo al contempo le capacità di tiro nel settore di prua da 6 cannoni con un settore limitato a quattro ma con un ampio settore.

## Storia
La classe König fu finanziata con la seconda legge navale (Flottennovelle, in lingua tedesca), che fu approvata nel 1908 come risposta al varo della britannica HMS Dreadnought (1906). Le navi del tipo dreadnought erano notevolmente più grandi e costose delle precedenti corazzate pre-dreadnought. Ciò comportò un aumento dei costi delle costruzioni navali tale da esaurire i fondi della legge navale del 1906 prima della data fissata per il rifinanziamento, il 1911. Insieme ai fondi addizionali chiesti nel 1908, fu cambiato il limite di utilizzo in servizio delle navi da 25 a 20 anni, in modo da forzare il Reichstag a stanziare più fondi per la marina. Nel tentativo di ottenere l'approvazione della nuova legge navale, l'ammiraglio Alfred von Tirpitz minacciò le proprie dimissioni da capo di stato maggiore della marina. Tirpitz riuscì così ad ottenere l'approvazione della legge navale del 1908 a larga maggioranza.
La riduzione del limite di utilizzo a 20 anni rese necessaria la sostituzione delle navi da difesa costiera delle classi Siegfried e Oldenburg e della navi da battaglia della classe Brandenburg. Von Tripiz non era riuscito con il primo emendamento alla legge navale del 1906 ad ottenere i fondi per nuove navi da battaglia; la nuova legge navale del 1908, fece approvare al Reichstag i fondi necessari a cui si aggiunse un altro miliardo di marchi per il bilancio della Marina. Dopo che le quattro fregate corazzate della classe classe Sachsen furono sostituite dalla classe Nassau, e le sei navi della classe Siegfried furono sostituite dalle classi Helgoland e Kaiser, la successiva classe da sostituire erano le vecchie navi della classe Brandenburg. La König e le sue tre pari classe furono ordinate con i seguenti nomi provvisori: Ersatz Kurfürst Friedrich Wilhelm, Ersatz Weissenburg, e Ersatz Brandenburg.

## Caratteristiche generali

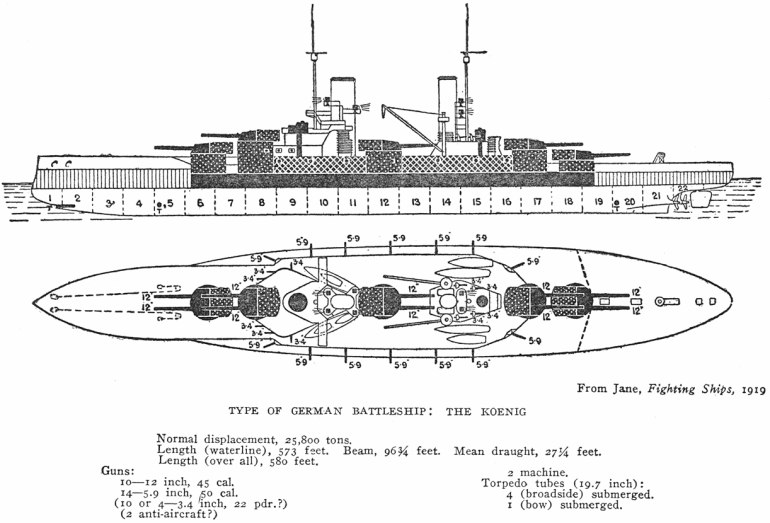
Pianta e profilo delle navi della classe König, da Jane's Fighting Ships1919.

Le navi della classe König erano lunghe 174,7 m al galleggiamento e 175,4 m fuori tutto. Con un'altezza di 19,5 m, ed un pescaggio a prua di 9,19 m e di 9,0 m a poppa, erano progettate per un dislocamento di 25.796 t, che passava, a pieno carico in assetto di battaglia, a 28.600 t. Gli scafi erano formati da telai longitudinali su cui erano rivettate le lastre che formavano la chiglia. Lo scafo era suddiviso in 18 compartimenti stagni e era dotato per il 65% di una doppia chiglia.
Lo storico navale tedesco Erich Gröner, nel suo libro German Warships 1815–1945, afferma che la marina tedesca considerava le navi con "ottime qualità marine." In virata subivano una leggera perdita di velocità, mentre sotto tutto timone perdevano il 66% della velocità e sbandavano di oltre 8 gradi. Le tre navi avevano un'altezza metacentrica di 2,59 m. L'equipaggio standard era di 41 ufficiali e 1.095 marinai; La König quando era la nave ammiraglia del III. Geschwader (IIIª squadra da battaglia), aveva 14 ufficiali e 68 marinai in più. La classe König trasportava alcune imbarcazioni ausiliarie tra cui una lancia di picchetto a vapore, tre chiatte, due lance, due Yawl e due scialuppe.

### Impianti
Il progetto iniziale della classe prevedeva che dovesse essere propulsa da due gruppi di turbine a vapore sui due assi esterni mentre l'asse centrale doveva essere mosso da un motore diesel due tempi a 6 cilindri della MAN da 12.000 hp a 150 giri. Lo sviluppo del motore diesel richiese più tempo del previsto, e quindi fu deciso di installarlo solo sulla Grosser Kurfürst e sulla Markgraf. Infine, si rinunciò completamente all'installazione del motore diesel. Le navi vennero invece equipaggiate con tre gruppi di turbine a vapore Parsons (König e Kronprinz), AEG-Vulcan (Grosser Kurfürst), e Bergmann (Markgraf) che muovevano tre eliche tripala da 3,8 m di diametro. Il vapore era prodotto da tre caldaie alimentate a nafta e 12 alimentate a carbone che potevano operare a 16 atmosfere di pressione.
Le turbine erano progettate per sviluppare 31.000 hp all'asse. Nelle prove in mare le navi svilupparono tra 41.400 e 46.200 hp all'asse. La velocità massima di progetto era 21 nodi. L'autonomia di progetto era di 8.000 miglia nautiche a 12 nodi, che scendeva a 4.000 miglia a 18 nodi. Il carico massimo di combustibile possibile era di 3.000 t di carbone e 600 t di nafta. Le navi erano dotate di una coppia di timoni gemelli. L'elettricità era fornita da quattro turbogeneratori a vapore e due motogeneratori diesel per una potenza elettrica totale di 2.040 kW a 225 V.

### Armamento

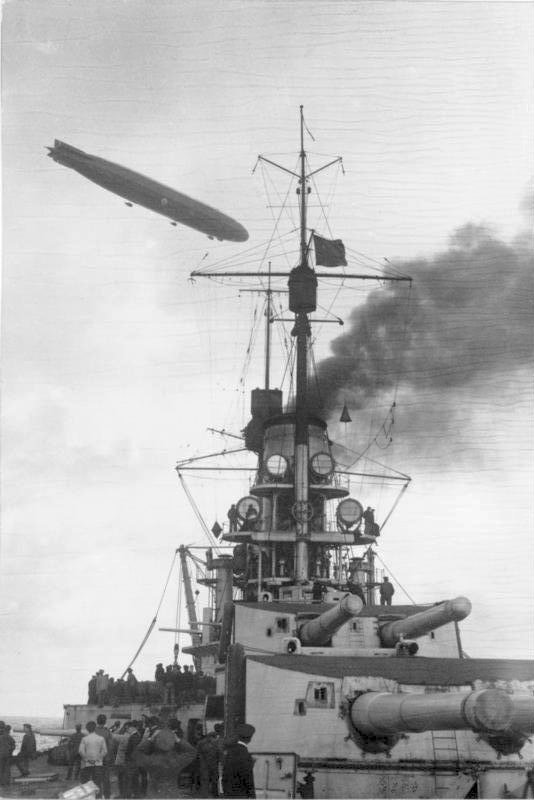
Torrette di poppa dellaGrosser Kurfürst

Le navi della classe König erano dotate di una batteria principale composta da dieci cannoni 30,5 cm SK L/50 da 305 mm in cinque torrette binate. Due torrette erano montate su due livelli, a prua sulla sovrastruttura principale, la terza sulla mezzeria, a centronave, fra i due fumaioli e la quarta e la quinta erano poste a poppa, montate su due livelli come quelle di prua. Ogni torretta aveva una camera di carico inferiore con una giostra di carico che veniva alimentata da un elevatore connesso con la sottostante santabarbara.
Le torrette erano azionate elettricamente mentre l'elevazione dei cannoni era idraulica.
Nel tentativo di ridurre la possibilità d'incendio, ogni particolare interno della torretta era costruito in metallo. La dotazione di munizioni era costituita da 900 proietti, 90 per cannone. I cannoni da 305  mm sparavano proietti perforanti da 405,5 kg ad una cadenza di fuoco compresa tra 2 o 3 colpi al minuto, con una autonomia di 200 colpi prima della sostituzione della canna.
Erano disponibili anche i proietti ad alto esplosivo da 405,9 kg. Entrambi i proietti utilizzavano una carica di lancio costituita da una carica principale di RP C/12, contenuta in una cartuccia di ottone del peso totale di 91 kg, e una carica secondaria, sempre di RP C/12, in una sacca di seta del peso di 34,5 kg. Le cariche acceleravano il proiettili ad una velocità alla volata di 855 m/s. L'alzo massimo dei cannoni era di 13,5 gradi che permetteva una gittata massima di 16.200 m. In seguito ad un aggiornamento, l'elevazione massima fu portata a 16 gradi, che permise una gittata di 20.400 m.
Le batterie secondarie erano costituite da quattordici cannoni 15 cm SK L/45 da 150 mm a tiro rapido montati in casematte MPL C/06.11 ai lati del ponte corazzato superiore. Questi cannoni avevano il compito di difendere la nave dalle torpediniere ed avevano una dotazione di 2.240 proietti. Avevano una gittata utile di 13.500 m portata a 16,800 m dopo un aggiornamento del 1915. La cadenza di tiro era compresa tra 5 a 7 colpi al minuto.
I proietti pesavano 45,3 kg, ed avevano una carica di lancio da 13,7 kg di propellente RPC/12 contenuta in una cartuccia d'ottone. La velocità alla volata era di 835 m/s. La durata delle canne era stimata in 1.400 colpi prima della sostituzione.
Erano, inoltre, presenti sei cannoni 8,8 cm SK L/45 da 88 mm a tiro rapido, montati in casamatta su entrambi i lati della torre comando anteriore e diretti verso prua. Erano dotati di 3.200 proietti, 200 per cannone. La cadenza di tiro era di 15 colpi al minuto. I proietti ad alto esplosivo pesavano 10 kg ed utilizzavano una carica di lancio di 3 kg di RPC/12. La durata prevista di queste armi era di circa 7.000 colpi. Queste vennero successivamente rimosse e sostituite da quattro cannoni antiaerei da 88 mm SK L/45, che furono montati ai lati della torre di comando di poppa.
Come era solito nelle navi da battaglia dell'epoca, erano equipaggiate con cinque tubi lanciasiluri da 500 mm posti sotto la linea di galleggiamento, uno a prua e gli altri quattro su i due lati di bordata. La dotazione era di 16 siluri, del tipo G7: lunghi 7.02 m, con una testata di 195 kg di esplosivo. L'autonomia a 37 nodi era di 4.000 m; a 27 nodi 9.300 m.

### Protezione
Le navi della classe König erano protette da una corazzatura di acciaio cementato Krupp come le altre navi tedesche del periodo. La protezione di murata era di 350 mm all'altezza della cittadella a centronave, dove erano situate le parti vitali della nave, tra cui le santabarbara e le sale macchine. Nelle zone meno critiche veniva ridotta a 180 mm verso prua e 120 mm verso poppa. Sia lo specchio di poppa che la prua non avevano protezione. La controcarena antisiluro, posta dietro la corazza di murata, era di 40 mm di spessore. Il ponte principale corazzato era di 60 mm nella maggior parte delle aree, ma dove era ritenuto più importante lo spessore fu aumentato a 100 mm.
La torre di comando anteriore era pesantemente corazzata: 300 mm sui lati e 150 mm sul tetto. La torre di comando posteriore era molto meno protetta: 200 mm ai lati e 50 mm sul tetto. Le torrette erano protette da 300 mm ai lati ed 110 mm sul tetto. Le casematte dei cannoni da 150 mm erano protette da 170 mm di corazza e i cannoni erano dotati di uno scudo da 80 mm di spessore.

## Costruzione
La König, la capoclasse, fu costruita nei cantieri imperiali di Wilhelmshaven, con il numero di cantiere 33. Fu impostata nel 1911 e varata il primo marzo 1913, ed entrò in servizio nella flotta il 9 agosto 1914. La Grosser Kurfürst fu la seconda nave della classe. Fu costruita nei cantieri della AG Vulcan shipyard di Amburgo, con il numero di cantiere 4. Impostata anch'essa nel 1911; fu varata il 5 maggio 1913, ed entrò in servizio prima della König il 30 luglio 1914. La Markgraf fu costruita presso i cantieri navali AG Weser di Brema, con il numero 186. Fu impostata nel 1911, varata 4 giugno 1913, ed entrò in servizio il 1º ottobre 1914, poco dopo l'inizio della prima guerra mondiale. La Kronprinz, l'ultima nave della classe, fu impostata presso il cantiere Germaniawerft di Kiel nel 1912. Fu varata il 21 febbraio 1914 ed entrò in servizio quasi nove mesi dopo l'8 novembre 1914.

## Servizio

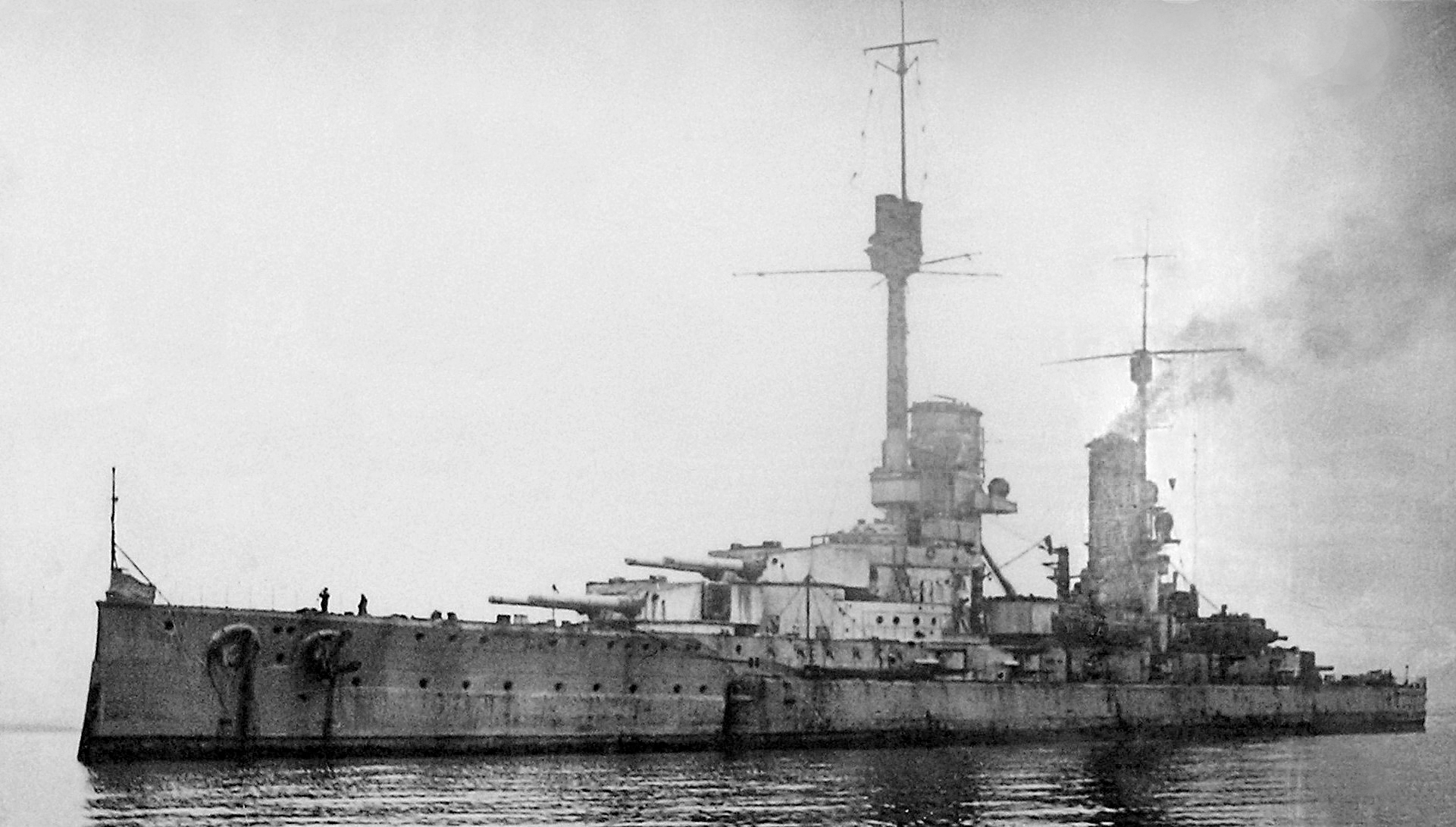
La Kronprinz.

### Il bombardamento di Scarborough, Hartlepool e Whitby
La prima operazione navale a cui parteciparono le navi della classe König, tranne l'omonima SMS König poiché danneggiata in un incidente il 9 dicembre, fu il bombardamento navale di Scarborough, Hartlepool e Whitby il 15–16 dicembre 1914. L'azione fu condotta principalmente dagli incrociatori da battaglia del I. Aufklärungsgruppe (primo gruppo da ricognizione). Le navi della classe König, insieme a quelle della classe Nassau, Helgoland, e Kaiser, incrociarono a distanza in supporto agli incrociatori di Franz von Hipper. Friedrich von Ingenohl, il comandante della Hochseeflotte, decise di incrociare al centro del Mare del Nord, circa 130 miglia ad est di Scarborough.
La Marina britannica, che era recentemente venuta in possesso del libro dei codici di trasmissione tedeschi, recuperato dall'incrociatore Magdeburg, era a conoscenza dell'operazione, ma non aveva certezze sugli obiettivi.
Comunque i quattro incrociatori da battaglia del viceammiraglio Beatty, scortati dal 3rd Cruiser Squadron (terza squadra incrociatori) e dal 1st Light Cruiser Squadron (prima squadra incrociatori leggeri), insieme al 2nd Battle Squadron (seconda squadra da battaglia) composta da sei navi da battaglia, furono schierate per tendere un'imboscata alla squadra di Hipper.
Invece, la task force di Beatty rischiò di scontrarsi con l'intera Hochseeflotte. Alle 6:20, i cacciatorpediniere in esplorazione di Beatty vennero in contatto con la torpediniera tedesca V155. Questo portò a due ore di una confusa battaglia fra i cacciatorpediniere britannici e gli incrociatori tedeschi, spesso a distanza ravvicinata. Al momento del primo contatto, le navi della classe König erano a meno di 10 miglia dalle sei navi da battaglia britanniche; quindi ben all'interno della portata di tiro tedesca, ma nell'oscurità, né i comandanti britannici né quelli tedeschi si resero conto delle rispettive forze e della loro posizione. L'ammiraglio Ingenohl, non voleva dover disobbedire all'ordine del Kaiser di non rischiare la flotta senza la sua diretta approvazione, concluse che si stava confrontando con le avanguardie dell'intera Grand Fleet, e 10 minuti dopo il primo contatto, ordinò di virare a sinistra verso Sud-est. I continui attacchi rallentarono la virata ma, per le 6:42, questa era stata effettuata. Per circa 40 minuti, le due flotte percorsero rotte parallele. Alle 7:20, Ingenohl ordinò un'ulteriore virata a sinistra che portò la flotta in direzione delle acque tedesche.

### Bombardamento di Yarmouth e Lowestoft
Le navi della classe König presero parte ad un altro attacco conto la costa inglese, ancora in supporto all'azione degli incrociatori da battaglia del I.Aufklärungsgruppe. Gli incrociatori lasciarono l'estuario dello Jade alle 10:55 del 24 aprile 1916, ed il resto della Hochseeflotte seguì alle 13:40. L'incrociatore da battaglia Seydlitz urtò una mina sulla rotta di avvicinamento all'obiettivo, e dovette ritirarsi. Gli altri incrociatori da battaglia bombardarono la città di Lowestoft senza inconvenienti, ma durante l'avvicinamento a Yarmouth, incontrarono gli incrociatori britannici della Harwich Force. Si svolse un breve scambio di artiglieria interrotto dalla ritirata della Harwich Force. Segnalazioni dell'attività dei sommergibili britannici nell'area convinsero al ritiro del I.Aufklärungsgruppe. A questo punto, l'ammiraglio Reinhard Scheer, che era stato avvertito dell'uscita della Grand Fleet dalla sua base di Scapa Flow, decise il ritiro della flotta in acque tedesche.

### Battaglia dello Jutland
Le quattro navi parteciparono all'azione navale che portò alla battaglia dello Jutland del 31 maggio e primo giugno 1916. L'operazione aveva ancora lo scopo di attrarre una parte della Grand Fleet per annientarla in battaglia prima dell'intervento del grosso della flotta. La König, Grosser Kurfürst, Markgraf, e la Kronprinz costituivano la V Division del III.Geschwader ed erano l'avanguardia della flotta. Il III.Geschwader costituiva la prima di tre unità; subito dopo seguivano le navi della classe Kaiser che formavano la VI Division, III.Geschwader. A poppavia delle navi della classe Kaiser seguivano le navi della classe Helgoland e Nassau del II. Geschwader; la retroguardia era tenuta dalle vecchie pre-dreadnought della classe Deutschland appartenenti al I.Geschwader.
Poco prima delle ore 16:00 CET, gli incrociatori da battaglia del I.Aufklärungsgruppe incontrarono le navi omologhe del 1st Battlecruiser Squadron, al comando di David Beatty. Iniziò un duello di artiglierie che portò alla distruzione dell'Indefatigable, poco dopo le 17:00, e del Queen Mary, meno di mezz'ora dopo. A questo punto, gli incrociatori da battaglia tedeschi facevano rotta verso Sud per attirare le navi britanniche verso il grosso della Hochseeflotte. Per le 17:30, la König, la nave da battaglia tedesca in avanguardia, avvistò sia il I.Aufklärungsgruppe sia il 1st Battlecruiser Squadron in avvicinamento. Gli incrociatori da battaglia tedeschi dirigevano a dritta della König mentre le navi britanniche erano sul lato di sinistra. Alle 17:45, Scheer ordinò una virata di due quarte a dritta per avvicinare le sue navi agli incrociatori britannici, e un minuto dopo, alle 17:46, fu dato l'ordine di aprire il fuoco.
La König, Grosser Kurfürst, e la Markgraf furono le prime a raggiungere la distanza di tiro e concentrarono il fuoco sull'incrociatore da battaglia Lion, Princess Royal, e Tiger, rispettivamente, ad una distanza di 19.200 m (21.000 yarde). La prima salva della König cadde corta rispetto al bersaglio, e così diresse il tiro contro la nave britannica più vicina, il Tiger. Contemporaneamente le navi della classe König iniziarono a far fuoco contro i cacciatorpediniere Nestor e Nicator. I due caccia si avvicinarono alla linea tedesca e subendo una tempesta di fuoco, manovrarono per raggiungere una buona posizione per il lancio dei siluri. Entrambe le navi lanciarono due siluri contro la König e la Grosser Kurfürst, tutti e quattro i siluri mancarono i bersagli. Uno dei cannoni secondari di una delle due navi tedesche colpì il Nestor e distrusse la sua sala macchine. La nave, insieme al cacciatorpediniere Nomad, rimase alla deriva sulla rotta della flotta tedesca. Entrambi i cacciatorpediniere vennero affondati, ma le torpediniere tedesche si fermarono a raccogliere i superstiti. Intorno alle 18:00, le quattro navi della classe König spostarono il fuoco sulle sopraggiungenti navi della classe Queen Elizabeth del V Battle Squadron, ma il fuoco durò pochi minuti prima che la distanza fra le navi aumentasse oltre quella di tiro utile.
Poco dopo le 19:00, l'incrociatore tedesco Wiesbaden venne immobilizzato da un colpo dell'Invincible; il contrammiraglio Paul Behncke sulla König cercò di manovrare le sue navi nel tentativo di coprire l'incrociatore danneggiato. Contemporaneamente le navi britanniche del III e del IV Light Cruiser Squadron iniziarono un attacco con i siluri contro la linea tedesca; mentre avanzavano per raggiungere la distanza di tiro per i siluri, colpirono il Wiesbaden con le loro batterie. Le navi della classe König svilupparono un pesante bombardamento contro gli incrociatori britannici, che però non si ritirarono. Nella successiva mischia, l'incrociatore corazzato britannico Defence fu colpito da diversi proietti di grosso calibro delle navi da battaglia tedesche. Uno di essi penetrò la santabarbara distruggendo in una esplosione l'incrociatore.
Al ritorno della flotta tedesca nell'estuario del Jade, le navi della classe Nassau, la Nassau, la Westfalen, e la Posen e quelle della classe Helgoland, l'Helgoland e la Thüringen si misero di guardia sulle rotte d'ingresso al porto. Le navi della classe Kaiser, la Kaiser, la Kaiserin, e la Prinzregent Luitpold, si posizionarono in difesa fuori dalle chiuse di Wilhelmshaven. Le quattro navi della classe König, insieme alle altre navi da battaglia ancora in condizione di combattere entrarono nel porto per ripristinare le riserve di combustibile e munizioni.

### Sortita del 18–19 agosto
Durante la sortita della flotta tedesca il 18–19 agosto, il I.Aufklärungsgruppe (I Gruppo da ricognizione) aveva come missione il bombardamento della città portuale di Sunderland nel tentativo di attrarre e distruggere la squadra di Beatty. Il Moltke insieme al Von der Tann erano i soli incrociatori da battaglia operativi, per formare la squadra di attacco furono assegnate tre navi da battaglia: SMS Markgraf, SMS Großer Kurfürst e la SMS Bayern entrata in servizio da poco. L'ammiraglio Scheer ed il resto della Hochseeflotte, forte di altre 15 navi da battaglia, avrebbe seguito in copertura. L'Ammiragliato era conoscenza dei piani tedeschi e fece uscire la Grand Fleet per intercettare la sortita tedesca. Alle 14:35, Scheer fu informato dell'avvicinamento della Grand Fleet e, non volendo affrontare di nuovo la flotta britannica 11 settimane dopo il confronto dello Jutland, invertì la rotta e si ritirò in porto.

### Operazione Albion
Agli inizi di settembre del 1917, in seguito alla conquista tedesca del porto di Riga, la marina imperiale tedesca decise di eliminare le forze navali russe che ancora tenevano il golfo di Riga. Per questo obiettivo lo Admiralstab (lo stato maggiore della marina) pianificò un'operazione per la conquista delle isole baltiche di Ösel, in particolare le batterie costiere russe sulla penisola di Sworbe. Il 18 settembre fu dato l'ordine per l'inizio delle operazioni aeronavali per l'invasione delle isole di Ösel (nome tedesco di Saaremaa) e di Muhu; le unità navali principali erano guidate dall'ammiraglia della task force, l'incrociatore da battaglia SMS Moltke, affiancata dal III.Geschwader della Hochseeflotte che comprendeva la V.Division composta dalle tre navi della classe König, ed era stata rinforzata con la nuova nave da battaglia SMS Bayern, la VI.Division formata dalle cinque navi della classe Kaiser. Insieme ad esse completavano la flotta nove incrociatori leggeri, tre flottiglie di torpediniere, decine di posamine e dragamine, l'intera task force comprendeva circa 300 navi ed era supportata da 100 aerei e sei dirigibili. La forze terrestri ammontavano a circa 24.600 tra soldati ed ufficiali. Contro le forze tedesche i russi opponevano le vecchie pre-dreadnought Slava e Tsesarevitch, l'incrociatore corazzato Bayan, l'Admiral Makarov, ed il Diana, 26 cacciatorpediniere, e molte torpediniere e cannoniere. La guarnigione sull'isola di Ösel aveva una forza di circa 14.000 uomini.
L'operazione iniziò il 12 ottobre, quando la Moltke, la Bayern e la König aprirono il fuoco sulle batterie costiere russe della baia di Tagalaht nel golfo di Riga. Contemporaneamente, le navi della classe Kaiser attaccarono le difese dell'isola di Saaremaa, in particolare le batterie sulla penisola di Sõrve (promontorio dell'isola di Saaremaa); l'obiettivo era controllare il transito nel canale fra le isole di Moon e Dagö, unica via di fuga delle unità navali russe. Sia la Grosser Kurfürst che la Bayern urtarono delle mine mentre bombardavano i loro obiettivi; la prima ebbe pochi danni, mentre la Bayern fu gravemente danneggiata; le navi dovettero ritirarsi a Kiel per le riparazioni.
Il 16 ottobre fu deciso di inviare una parte della flotta per eliminare le forze navali russe nello stretto di Muhu; fra queste c'erano le due navi da battaglia russe. Per questo scopo, la König e la Kronprinz, con gli incrociatori SMS Strassburg e SMS Kolberg, insieme ad ampio numero di naviglio sottile, fu inviato contro le due navi russe. Arrivarono la mattina del 17 ottobre, ma un profondo campo minato russo rallentò momentaneamente l'azione tedesca. Le navi tedesche ebbero una brutta sorpresa scoprendo che i cannoni da 305 mm delle navi russe avevano una gittata utile superiore ai pari calibro tedeschi. Le navi russe riuscirono a mantenersi a distanza di tiro senza essere colpiti dalle navi tedesche che furono costrette a manovre evasive per evitare le bordate russe. Comunque per le 10:00, i dragamine riuscirono ad aprire un varco nel campo minato e la König con la Kronprinz penetrarono nello stretto; La König duellò con la Slava e la Kronprinz tirò contro la Slava e l'incrociatore Bayan. Le navi russe furono colpite da decine di proietti, finché alle 10:30 il comandante russo, l'ammiraglio Bakhirev, ordinò la ritirata. La Slava aveva troppi danni, e non era in grado di ritirarsi, così si autoaffondò e l'equipaggio fu messo in salvo su di un cacciatorpediniere.
Per il 20 ottobre, le operazioni navali erano cessate definitivamente, le navi russe erano state distrutte o messe in fuga, e le forze di terra avevano raggiunto i loro obiettivi. Comunque il 29 ottobre la Markgraf urtò una mina mentre si ritirava dal golfo di Riga.

### Destino finale

Posizione delle navi tedesche prima dell'autoaffondamento.

In seguito alla sconfitta dell'Impero Tedesco nel 1918, la maggior parte della Hochseeflotte, al comando del contrammiraglio Ludwig von Reuter, fu scortata dagli Alleati a Scapa Flow. Le navi e i relativi equipaggi rimasero reclusi nella baia durante i negoziati che portarono al trattato di Versailles. Il 21 giugno, giorno della scadenza della firma del trattato, il contrammiraglio Reuter, convinto che le trattative avrebbero portato al sequestro delle navi da parte dei britannici, diede l'ordine per l'autoaffondamento delle navi, non essendo a conoscenza della concessione di una proroga di due giorni. La mattina del 21 giugno, la flotta britannica lasciò Scapa Flow per condurre delle esercitazioni in mare; alle 11:20 Reuter trasmise l'ordine alle sue navi.
Delle quattro navi della classe, la Kronprinz fu la prima ad affondare. Scomparve nelle acque di Scapa Flow alle 13:15. La Grosser Kurfürst seguì quindici minuti dopo, alle 13:30. La König affondò alle 14:00 circa, mentre la Markgraf affondò solo alle 16:45; fu una delle ultime navi ad affondare—solo l'incrociatore da battaglia SMS Hindenburg affondò dopo, alle 17:00. La Grosser Kurfürst fu successivamente recuperata, il 29 aprile 1938. La nave fu rimorchiata presso i cantieri di Rosyth, dove fu demolita. Le altre tre navi rimasero sul fondo della baia, nonostante fossero state vendute alla Gran Bretagna nel 1962.

### Riferimenti
1. ↑  Herwig, p. 62.
2. ↑  Herwig, p. 63.
3. ↑  Gardiner & Gray, p. 135.
4. 1 2  Gröner, p. 27.
5. 1 2 3 4 5 6 7  Gröner, p. 28.
6. ↑  Tarrant, p. 286.
7. 1 2  Tarrant, p. 286.
8. 1 2 3  Breyer, p. 276.
9. 1 2 3  Gardiner & Gray, pp. 147-148.
10. ↑  Herwig, p. 7.
11. ↑  NavWeaps (30.5 cm/50)
12. ↑  NavWeaps (15 cm/45)
13. ↑  NavWeaps (15 cm/45).
14. ↑  NavWeaps (8.8 cm/45)
15. ↑  NavWeaps (Torpedoes).
16. 1 2 3  Gröner, p. 28.
17. ↑  Gröner, pp. 27-28.
18. 1 2  Tarrant, p. 31.
19. ↑  Tarrant, p. 32.
20. ↑  Tarrant, p. 33.
21. ↑  Tarrant, p. 53.
22. ↑  Tarrant, p. 54.
23. ↑  Tarrant, pp. 94-95.
24. ↑  Tarrant, pp. 100-101.
25. ↑  Tarrant, p. 110.
26. ↑  Tarrant, pp. 110-111.
27. ↑  Tarrant, p. 111.
28. ↑  Tarrant, p. 114.
29. ↑  Tarrant, p. 116.
30. ↑  Tarrant, p. 137.
31. ↑  Tarrant, p. 138.
32. ↑  Tarrant, p. 140.
33. ↑  Tarrant, p. 263.
34. ↑  Massie, p. 682.
35. ↑  Massie, p. 683.
36. ↑  Halpern, p. 213.
37. ↑  Halpern, pp. 214-215.
38. ↑  Halpern, p. 215.
39. ↑  Halpern, p. 215.
40. ↑  Halpern, p. 218.
41. ↑  Halpern, p. 219.
42. ↑  Tarrant, p. 282.
43. ↑  Herwig, p. 256.
44. ↑  Gröner, p. 51.